# Boehnkegambiet
Het Boehnkegambiet is in het schaken een variant in de Scandinavische verdediging. Het gambiet heeft de volgende beginzetten: 1.e4 d5 2.exd5 e5.